# Schizonycha amoena
Schizonycha amoena är en skalbaggsart som beskrevs av Brenske 1898. Schizonycha amoena ingår i släktet Schizonycha och familjen Melolonthidae. Inga underarter finns listade i Catalogue of Life.